# Республіка Македонія на Чемпіонаті світу з легкої атлетики 2017
Македонія на Чемпіонаті світу з легкої атлетики 2017, що проходив з 4 по 13 серпня 2017 року в Лондоні (Велика Британія) була представлена 1 спортсменом.

## Результати

### Жінки
Трекові і шосейні дисципліни
| Спортсмен    | Дисципліна        | Забіги    | Забіги | Півфінал  | Півфінал | Фінал     | Фінал |
| Спортсмен    | Дисципліна        | Результат | Місце  | Результат | Місце    | Результат | Місце |
| ------------ | ----------------- | --------- | ------ | --------- | -------- | --------- | ----- |
| Дріта Ісламі | 400 м з бар'єрами |           |        |           |          |           |       |